# Manchethevaru, Tarikere
Manchethevaru là một làng thuộc tehsil Tarikere, huyện Chikmagalur, bang Karnataka, Ấn Độ.